# Küche der Vereinigten Staaten

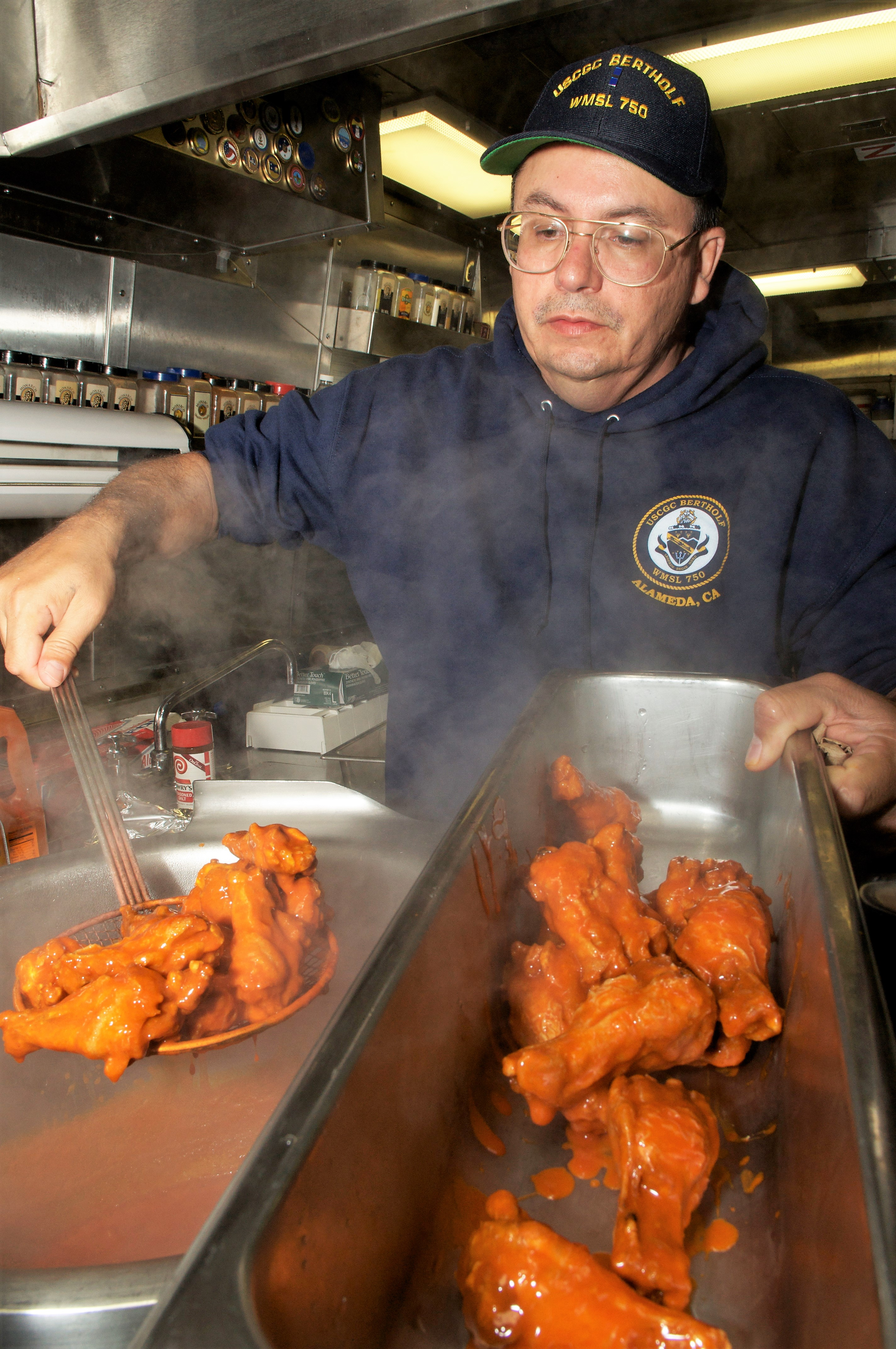
Chicken Wings

Die Küche der Vereinigten Staaten umfasst regional unterschiedliche Küchen des circa 9,6 Millionen km² großen Landes. Sie entwickelte sich vor allem durch die Einflüsse der Einwanderer wie auch durch die geographisch-klimatischen Gegebenheiten in bestimmten Landesteilen.
Bekannt und auch in Europa beliebt ist neben Hotdog und Hamburger das sogenannte Soul Food der Afroamerikaner wie beispielsweise Spareribs oder Chicken Wings, in der kalifornischen Küche mischen sich asiatische und mediterrane Einflüsse, Fisch, Meeresfrüchte und Gemüse werden bevorzugt verwendet. Die Südstaatenküche greift vor allem auf Reis, Mais und Geflügel zurück. Speziell in Louisiana wird das oft sehr scharfe Cajun-Food serviert. Auch die Tex-Mex-Küche ist sehr beliebt, und in Neuengland ist bei Gerichten wie Baked Beans oder Apple Pie das Erbe der Siedler aus der Alten Welt spürbar.

## Speisen
Einige Elemente der US-amerikanischen Küche stammen aus Europa, andere aus Amerika selber, wie beispielsweise Süßkartoffeln, Truthahn oder auch Mais.

### Frühstück
Bestandteile eines reichhaltigen amerikanischen Frühstücks am Wochenende, dem American Breakfast sind üblicherweise Pancakes mit Ahornsirup, kleine Würstchen, Röstkartoffeln, Eier (häufig in Form von Rührei oder Spiegelei), Biscuits, Bacon, Toastbrot und Marmelade. Wochentags werden eher Frühstücksflocken serviert.

### Typische Gerichte und Produkte (Auswahl)

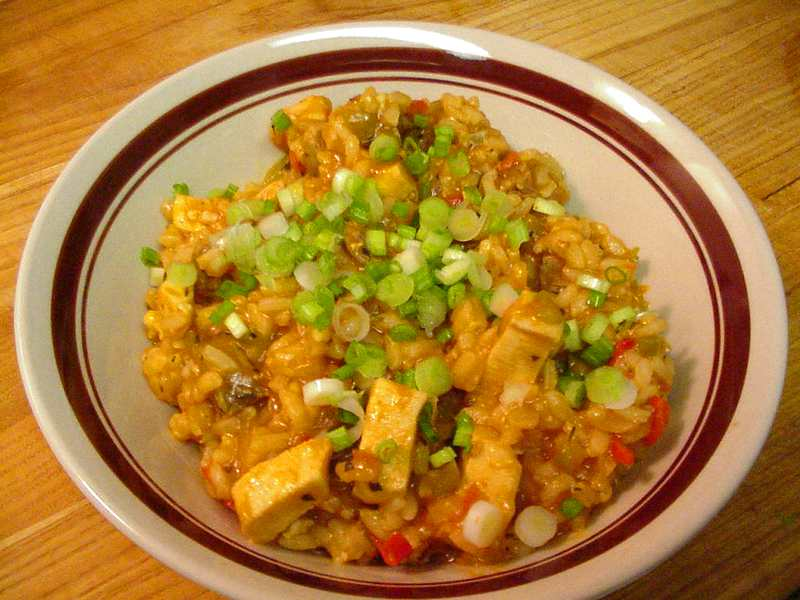
Jambalaya

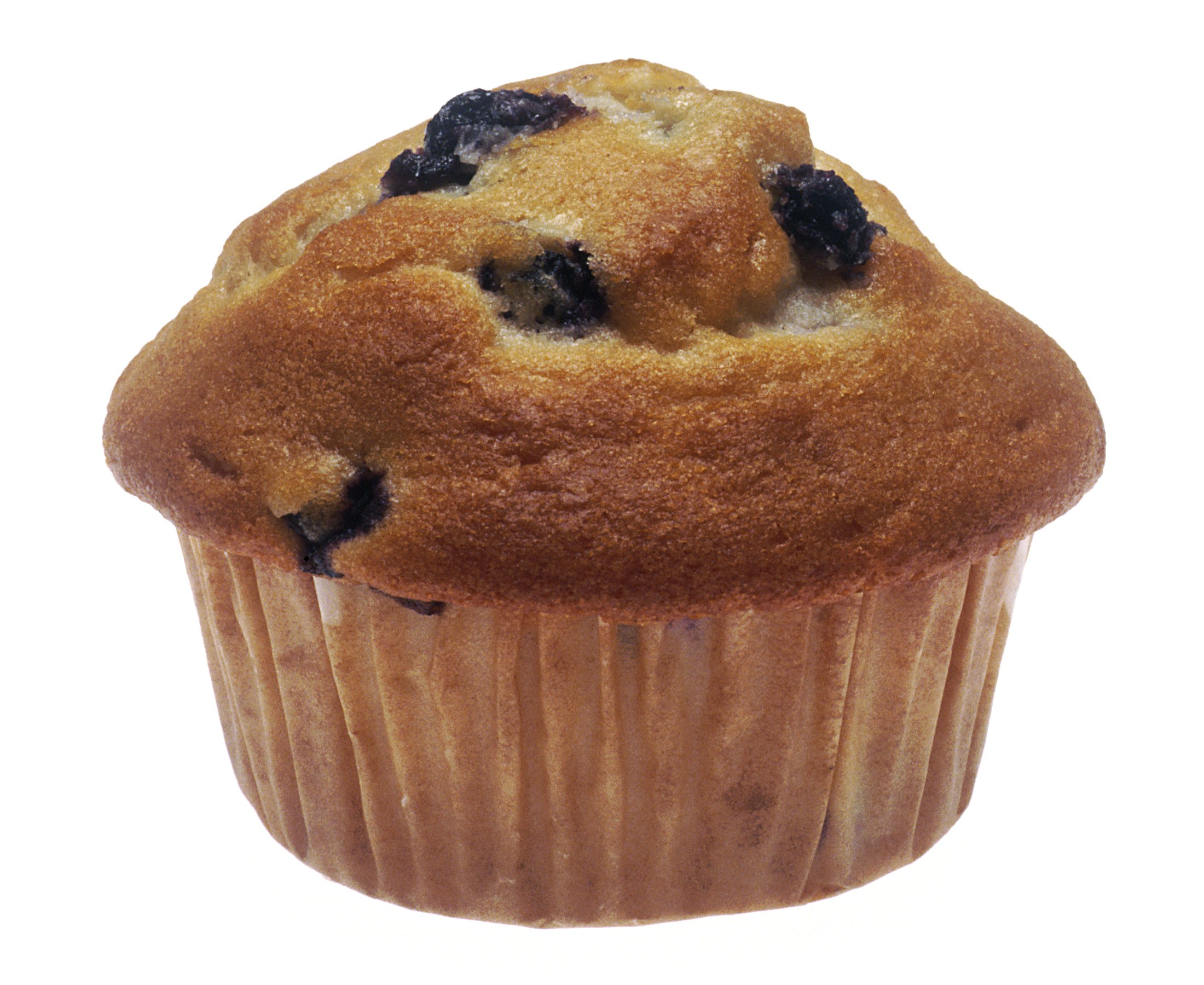
Blaubeermuffin

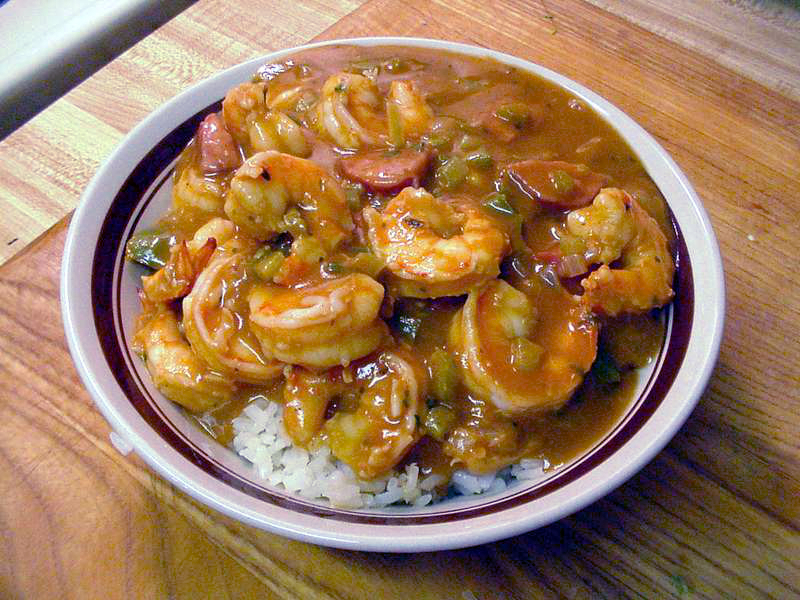
Shrimp-Gumbo mit Reis

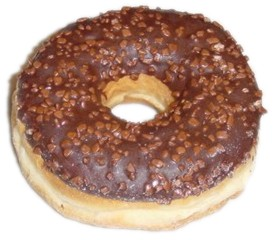
Donut

Im Folgenden ist eine Auswahl typischer Gerichte und Produkte aufgeführt, die aufgrund von Größe und Vielfalt der USA beispielhaft bleiben muss.
- Ahornsirup
- Angel Cake
- Bagels
- Baked Beans
- Barbecue
- Biscuits
- Blackened Fish (Fischgericht aus der Cajun-Küche)
- Brownies
- Burritos
- Burger
- Caesar Salad
- Candy Corn (Süßigkeit zu Halloween)
- Cheesecake (Käsekuchen aus Frischkäse)
- Chicago-style Pizza
- Chicken-Nuggets
- Chicken Wings (US-Varianten: Buffalo Chicken Wings und Buffalo Wings)
- Chili con Carne
- Chocolate Chip Cookies (Plätzchen mit Schokoladenstückchen)
- Chop Suey
- Chowder
- Coleslaw
- Conch Salad (Meeresschneckensalat)
- Corn Dog
- Cornbread (Maisbrot)
- Cornflakes
- Crown roast
- Donut
- Eggs Benedict
- Erdnussbutter
- Gumbo
- Hamburger
- Hangtown Fry
- Hotdog
- Hushpuppys
- Jambalaya
- Jelly Beans
- Lobster Roll (Hummerbrötchen aus Maine)
- Macaroni and Cheese
- Mashed potatoes
- Mongolisches Rindfleisch
- Mozzarella-Sticks
- Muffins
- Muffuletta
- Oysters „Bienville“ und „Rockefeller“ (Austerngerichte)
- Pastrami
- Popcorn
- Pop Rocks (Süßigkeit)
- Pumpkin Pie
- Ranch-Dressing
- Relish
- Sandwiches
- Sausage Gravy
- Succotash
- Steaks
- Tabascosauce
- Tacos
- Turducken
- Twinkie
- Veggie Platter
- Virginia Ham (Schinken mit Honigkruste)
- Waldorfsalat

### Festessen
An Thanksgiving trifft man sich zum traditionellen Festessen, serviert wird typischerweise
- Turkey
- Stuffing (Braten-Füllung)
- Gravy (Bratensauce)
- Cranberrysauce
- Apple Pie (gedeckter Apfelkuchen)
- Pumpkin Pie (gedeckter Kürbiskuchen)
- Pecan Pie (Pekannuss-Kuchen)
- Süßkartoffel

Am amerikanischen Unabhängigkeitstag, dem Independence Day am 4. Juli, werden entsprechend den Farben der US-Flagge bevorzugt rote, weiße und blaue Lebensmittel bzw. Speisen serviert. Dieser Tag wird auch gerne zum Anlass für ein Barbecue genommen. Der New England Clam Bake wird ebenfalls häufig anlässlich von Festen oder Festivals veranstaltet. Neben Truthahn kommen an Feiertagen auch crown roasts of lamb oder Schinken auf den Tisch.

## Getränke
In den USA ist es üblich, im Restaurant kostenlos (oft stark gechlortes) Leitungswasser zu servieren. Softdrinks und Kaffee werden häufig nur einmal bezahlt, der Nachschub ist dann kostenlos (Free Refill).

### Typische alkoholfreie Getränke
- Cola
- Root Beer
- Cream soda
- Dr Pepper/7 Up
- Mountain Dew

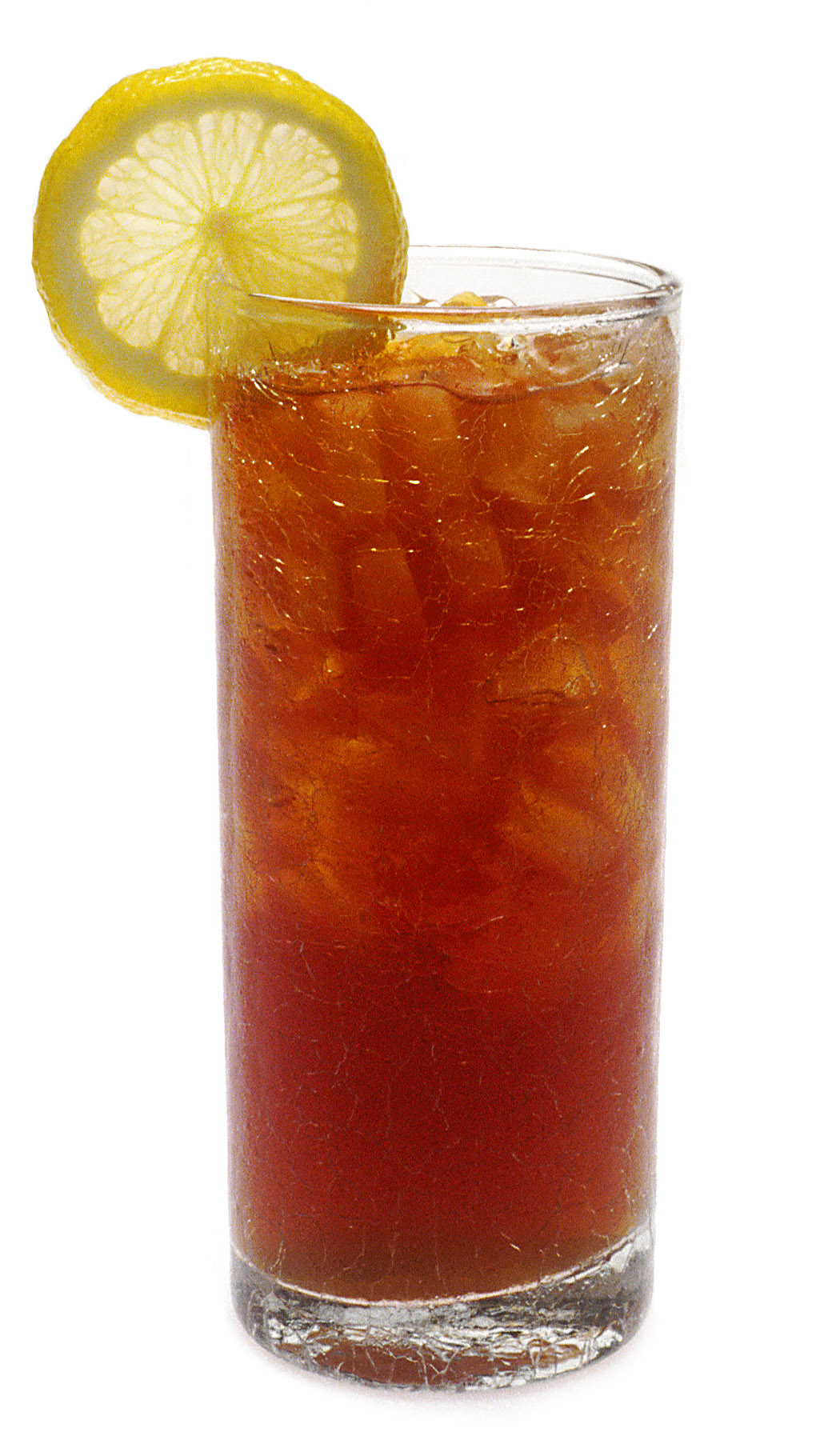
Eistee

- Iced Tea (Eistee, gesüßt oder ungesüßt)
- Kaffee (manchmal mit Sirup aromatisiert)
- Milchshakes

### Typische alkoholische Getränke

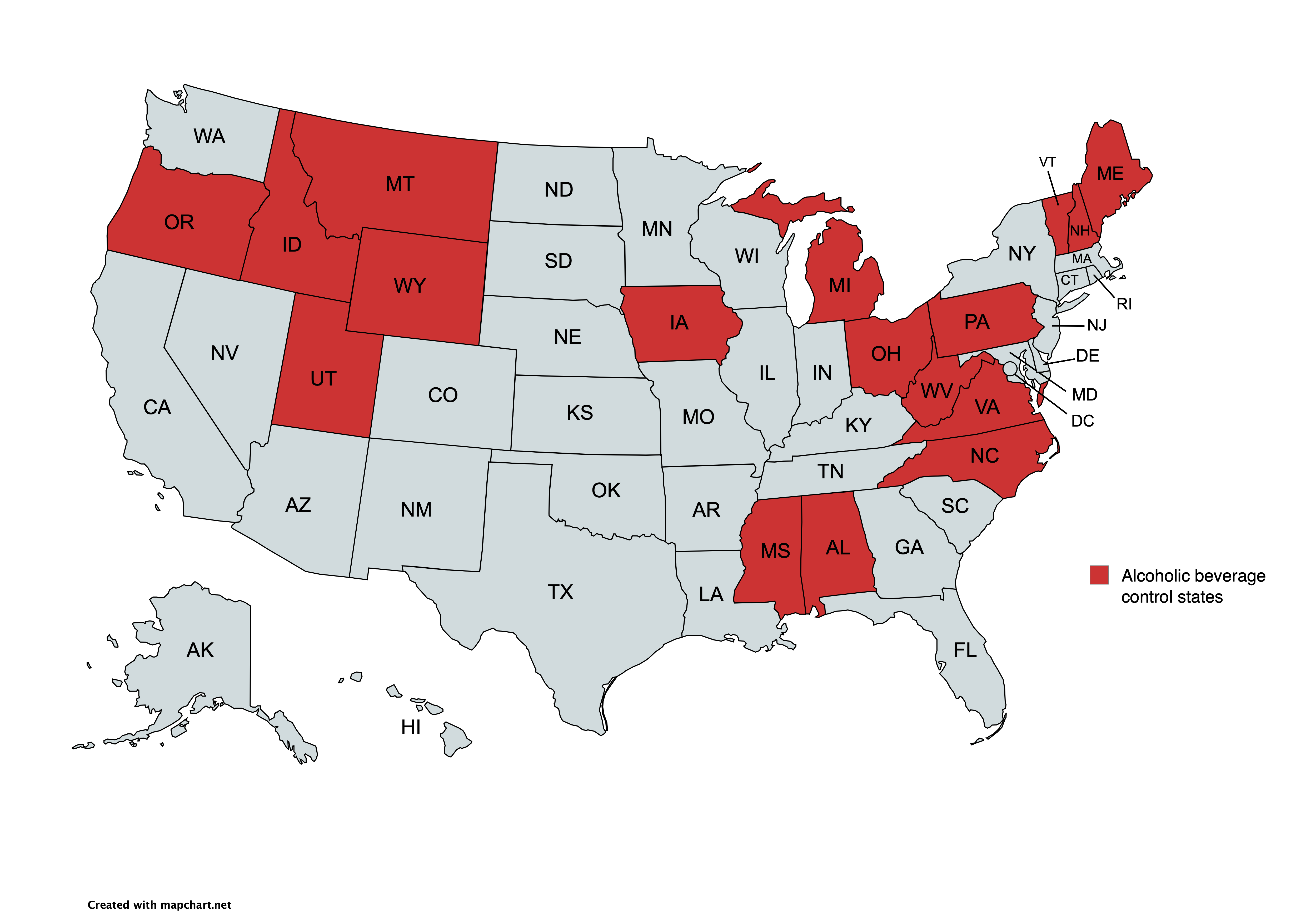
Bundesstaaten mit (rot) und ohne staatliches Alkoholmonopol

Der Verkauf von alkoholischen Getränken wird unterschiedlich von den Bundesstaaten oder Gemeinden kontrolliert. 17 Staaten betreiben staatseigene Liquor Stores mit einem staatlichen Monopol auf den Verkauf von Spirituosen und teilweise auch auf Wein und Bier. In den übrigen 33 Staaten ist Alkohol grundsätzlich frei im privaten Einzelhandel erhältlich.

#### Bier (Auswahl)
- Bud und Bud light
- Coors
- Michelob
- Miller
- Pabst Blue Ribbon
- Schlitz
- Rolling Rock
- Verschiedene Biersorten diverser kleiner Brauereien, den Microbreweries oder Craft breweries

#### Wein
Siehe auch: Weinbau in den USA.
An Weinen sind vor allem die aus Kalifornien bekannt, aber auch Oregon, New York und Washington gehören zu den Weinbaugebieten der USA.

#### Whiskey
Whiskey wurde von europäischen Einwanderern in die Vereinigten Staaten gebracht. In den frühen Jahren der Kolonien waren Spirituosen wie Rum oder Gin deutlich beliebter. Erst durch die Expansion nach Westen begannen die Amerikaner auf Produkte aus einheimischer Produktion zu setzen. 
Bis zur Prohibition war der eher im Norden gebrannte Rye Whiskey aus Roggen führend, nach der Prohibition verlagerte sich die Whiskeyproduktion fast vollständig in die Südstaaten. Seitdem dominieren Bourbon und Tennessee Whiskey aus Mais den Markt. Neben den Großdestillerien (Jack Daniel’s, Jim Beam) gibt es mittlerweile eine große Anzahl an kleineren Marken und mehrere hundert Mikrodestillerien.

#### Cocktails (Auswahl)

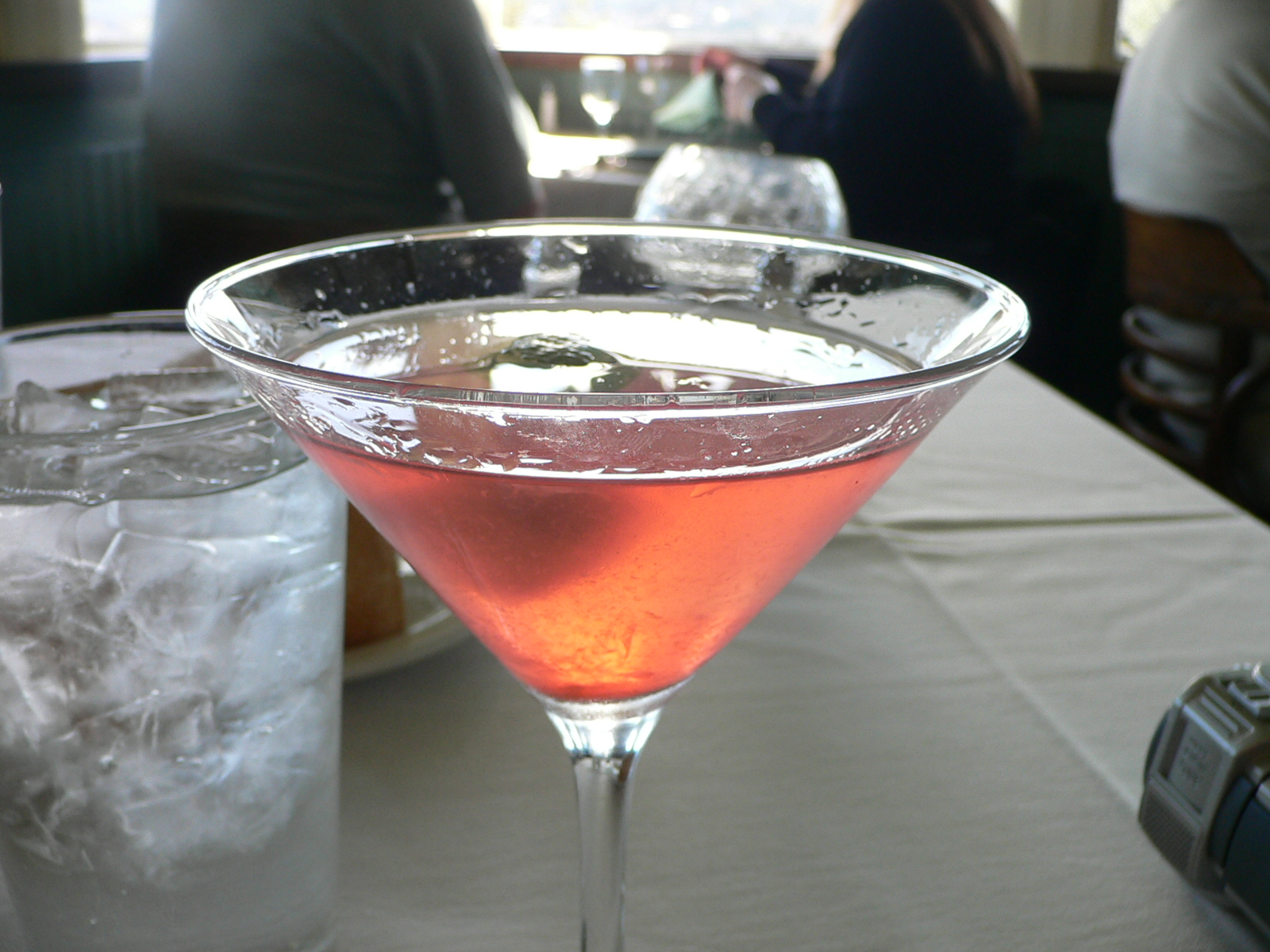
Der Cocktail Cosmopolitan

Es besteht eine ausgeprägte Cocktail-Kultur, und Cocktails sind als Aperitif (Cocktail Hour, Cocktailparty) vor oder auch zu einem festlichen Abendessen allgemein üblich.
- Cosmopolitan
- Long Island Iced Tea
- Margarita
- Martini
- Mint Julep
- Planter’s Punch
- Bloody Mary
- Sex on the beach

## Spitzenküche

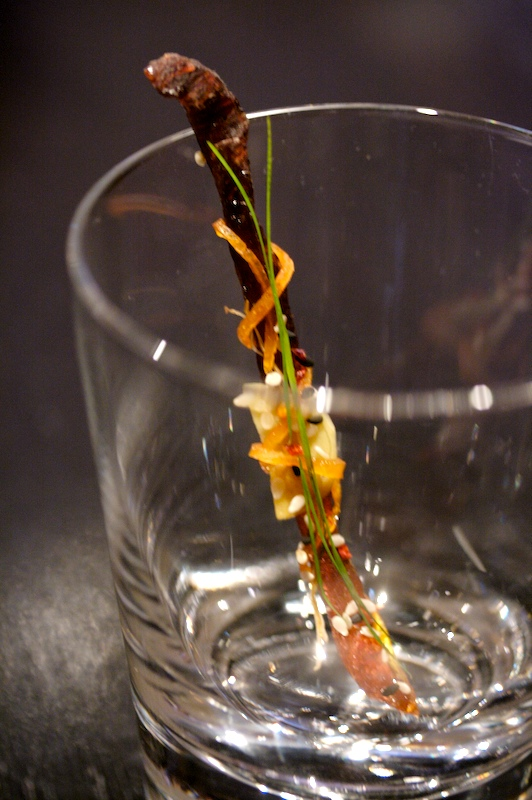
Kandierter und getrockneter Thunfisch, serviert im Chicagoer Drei-Sterne-Restaurant Alinea

Der Guide Michelin veröffentlicht drei eigenständige Ausgaben für die USA: New York City, San Francisco, Bay Area and Wine Country sowie seit 2010 Chicago. 2015 verfügte New York City über 6 Drei-Sterne-Restaurants, 9 Zwei-Sterne-Restaurants und 58 Ein-Stern-Restaurants. San Francisco und Umgebung boten 4 Drei-Sterne-Restaurants, 6 Zwei-Sterne-Restaurants und 30 Ein-Stern-Restaurants. In Chicago fanden sich 2 Drei-Sterne-Restaurants und 3 Zwei-Sterne-Restaurants, zu denen sich 19 Ein-Stern-Restaurants gesellten.